# Apollo 14
Apollo 14 was de derde missie van het Project Apollo waarbij op de maan werd geland.
De bemanning van deze Apollo-missie bestond uit Alan Shepard (gezagvoerder), Edgar Mitchell (maanlanderpiloot) en Stuart Roosa (commandomodulepiloot).
De landingsplaats lag ten noorden van de sterk verweerde walvlakte Fra Mauro, nabij een kleine komvormige krater die de naam Cone crater kreeg, een locatie die eerst gepland stond voor de Apollo 13.
Tijdens deze missie werd ongeveer 43 kilo aan maansteenmonsters gewonnen en hebben de astronauten seismisch onderzoek uitgevoerd en een seismometer geplaatst om maanbevingen te registreren.
Na de landing van de capsule Kitty Hawk in de Stille Oceaan werden de bemanning en hun capsule opgepikt door de USS New Orleans. De capsule wordt tegenwoordig tentoongesteld in het Astronaut Hall of Fame te Titusville, Florida. De stijgtrap van maanlander Antares sloeg op 7 februari 1971 in op het maanoppervlak, deels om een kunstmatige maanbeving te veroorzaken die door de achtergelaten seismometer werd geregistreerd.

## Trivia

### Rode strepen op het maanpak van CDR Alan Shepard
De commandant van Apollo 14 (Alan Shepard) droeg duidelijk zichtbare rode strepen op zijn maanpak. Dit kwam doordat de astronauten van Apollo 11 en Apollo 12 op de televisiebeelden en op de foto's niet uit elkaar konden gehouden worden. De commandant van Apollo 13 (James Lovell) had ook rode strepen op zijn maanpak, en ook een donkerblauwe sticker van de zeemacht vanboven op zijn helm, maar door een bijna rampzalige ontploffing in de Service Module van CSM Odyssey ging de maanlanding niet door.

### Probleem tijdens de koppeling van CSMKitty Hawken LMAntares
De missie werd geplaagd door een aantal technische problemen. Zo hadden de astronauten grote moeite om de maanlander te koppelen aan de commandomodule. De maanlander bevindt zich tijdens de lancering onder de commando/servicemodule in de Saturnus V-raket, en wordt aan de capsule gekoppeld nadat deze in de baan naar de maan is gebracht.

### Verkeerd signaal
Een ander probleem deed zich voor in de voorbereiding van de daadwerkelijke maanlanding. Een losgeraakt stukje soldeertin in de paniekschakelaar (abort switch) veroorzaakte een vals signaal waardoor de computer van de maanlander op het punt stond de landing af te breken. Gelukkig werd dit door het vluchtleidingscentrum opgemerkt voordat de daadwerkelijke landing werd ingezet. Door snel een aangepast computerprogramma te laden in de computer van de maanlander kon men dit probleem omzeilen. De maanlander Antares maakte een geslaagde landing ten noorden van de walvlakte Fra Mauro.

### Luide knal in de maanlander
Gedurende hun verblijf op de maan hoorden de astronauten een luide knal in de maanlander. De oorzaak daarvan is nooit opgehelderd.

### Groothoeklens
De maanwandelingen van CDR Alan Shepard en LMP Edgar Mitchell werden opgenomen met behulp van een 16 mm-filmcamera met groothoeklens. Apollo 14 was de enige missie waarin dit type filmcamera mee naar de maan ging. Op deze filmbeelden is te zien hoe de sterk vervormde astronauten en het maanoppervlak eruitzien alsof ze door een visoog werden waargenomen.

### Modularized Equipment Transporter(MET)
Om de oogst van hun maanwandelingen (de maanstenen) op een efficiënte manier te verplaatsen tot aan de maanlander, hadden beide astronauten een soort kruiwagen op twee wielen ter beschikking (de Modularized Equipment Transporter / MET). Daarmee waren de eerste twee Amerikaanse wielen op een ander hemellichaam een feit.

### Moeilijke tocht naar deCone crater
Het eigenlijke doel van zowel de missie van Apollo 13 als van Apollo 14, de relatief kleine komvormige Cone crater, werd nooit bereikt. Dit kwam omdat het traject vanaf de landingsplaats van LM Antares tot aan de Cone crater bezaaid was met rotsblokken van verschillende grootte. Bovendien werden beide astronauten geplaagd door de MET (Modularized Equipment Transporter) die ze eerder als een last dan een zegen ervaarden. De rand van de Cone crater was misschien wel dichtbij, maar die kregen ze nooit te zien door oriëntatieproblemen. De live televisiebeelden die toentertijd werden uitgezonden toonden twee verre witte bewegende puntjes nabij een grijze onregelmatige horizon. De televisiecamera kon tijdens de missie van Apollo 14 nog niet mee met de astronauten. Bij de volgende missies (Apollo 15, 16, en 17) zou de televisiecamera op de LRV (Lunar Roving Vehicle) gemonteerd worden.

### Eerstetekeningenop het maanoppervlak
Om bepaalde rotsblokken aan te duiden die eventueel interessant konden zijn om mee te nemen trok Alan Shepard er relatief grote cirkelvormige groeven rond. Daarmee werd hij de eerste tekenaar op de maan. Zie Hasselblad-foto AS14-67-9388 (Magazine JJ-67).

### Golf op de maan
Shepard had een golfclub en enkele ballen "meegesmokkeld" en had de primeur om als eerste mens een balletje te slaan op de maan. Hoewel hij beweerde dat de bal kilometers ver ging, werd later de afstand op 200 tot 400 meter geschat.

### Buitenzintuiglijke waarneming
Maanlanderpiloot Edgar Mitchell voerde tijdens de missie van Apollo 14 een experiment uit betreffende E.S.P. (Extra Sensory Perception / buitenzintuiglijke waarneming), hetgeen vanuit exactewetenschapskringen grondig werd afgekeurd. Edgar Mitchell werkte zich achteraf nog meer in een probleemhoekje door openlijk te verkondigen dat hij het bestaan van buitenaardse interventies aannam.

### Orbitale waarnemingen van roestkleurige gebiedjes op de maan
Tijdens Apollo 14 werden er op de binnenhellingen van de geprononceerde inslagkrater Langrenus roestkleurige vlekken ontdekt, alsook rondom het kleine kratertje Beaumont L in Mare Nectaris. Ook gedurende de missie van Apollo 17 werden zulke roestkleurige gebiedjes ontdekt, vooral in de buurt van het Haemusgebergte aan de zuidwestelijke rand van Mare Serenitatis.

### DeHyconcamera
Gedurende de missie van Apollo 14 moest Stuart Roosa, de piloot van commandomodule Kitty Hawk, een Hycon camera bedienen die in staat was hogeresolutiefoto's te nemen van het equatoriale gebied van de maan. Deze camera liet het echter afweten na slechts enkele opnames te hebben gemaakt.

### De maanbomen van Stuart Roosa
Stuart Roosa had tijdens de missie van Apollo 14 een verzameling boomzaadjes aan boord van de commandocapsule Kitty Hawk. Deze boomzaadjes werden na de missie op verschillende plaatsen in de Verenigde Staten geplant. De eruit opgekomen bomen groeien nog steeds, maar het vergt enig zoekwerk om alle locaties ervan te vinden.

## Fotogalerij
- Video

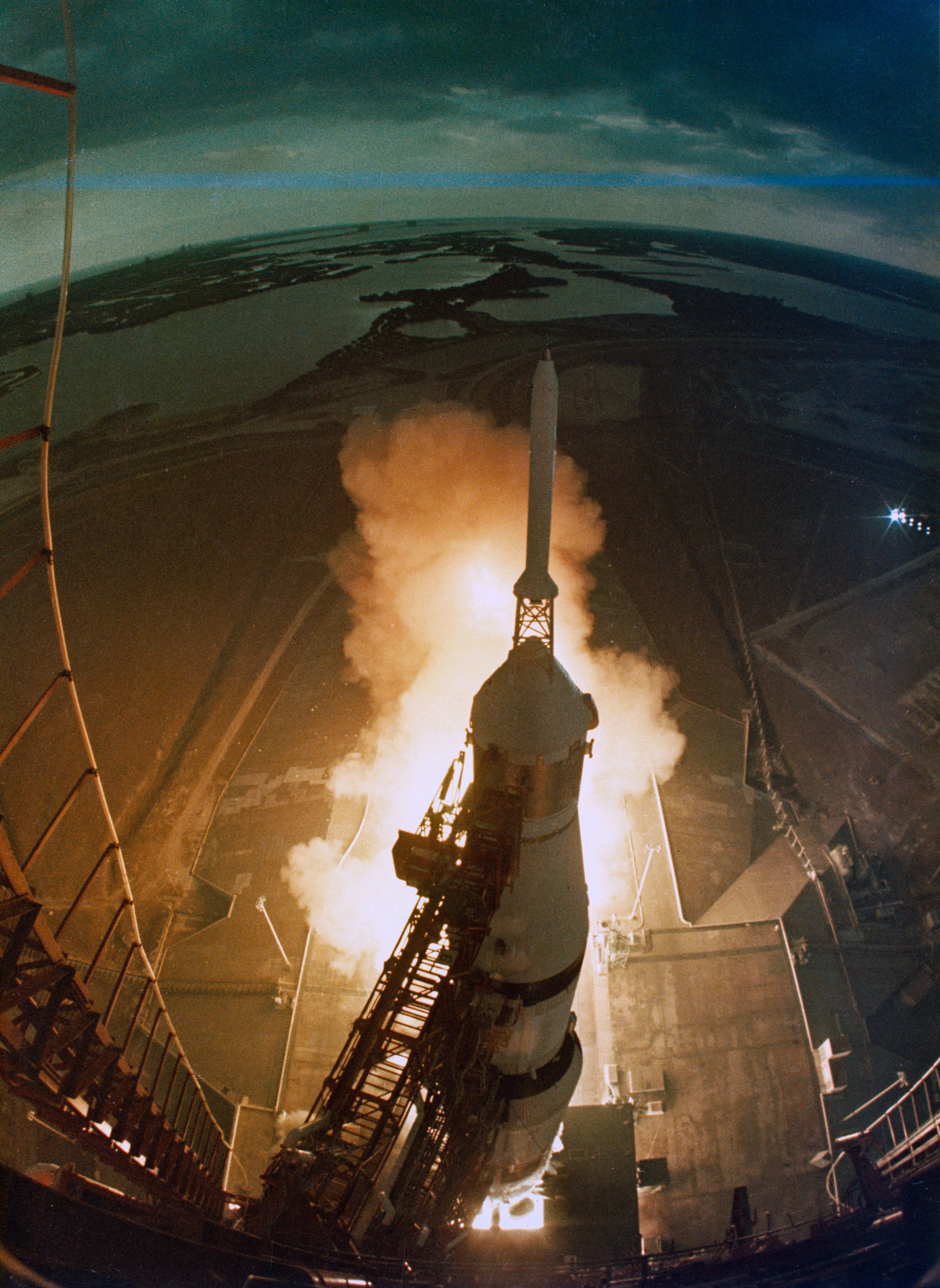
Lancering van Apollo 14
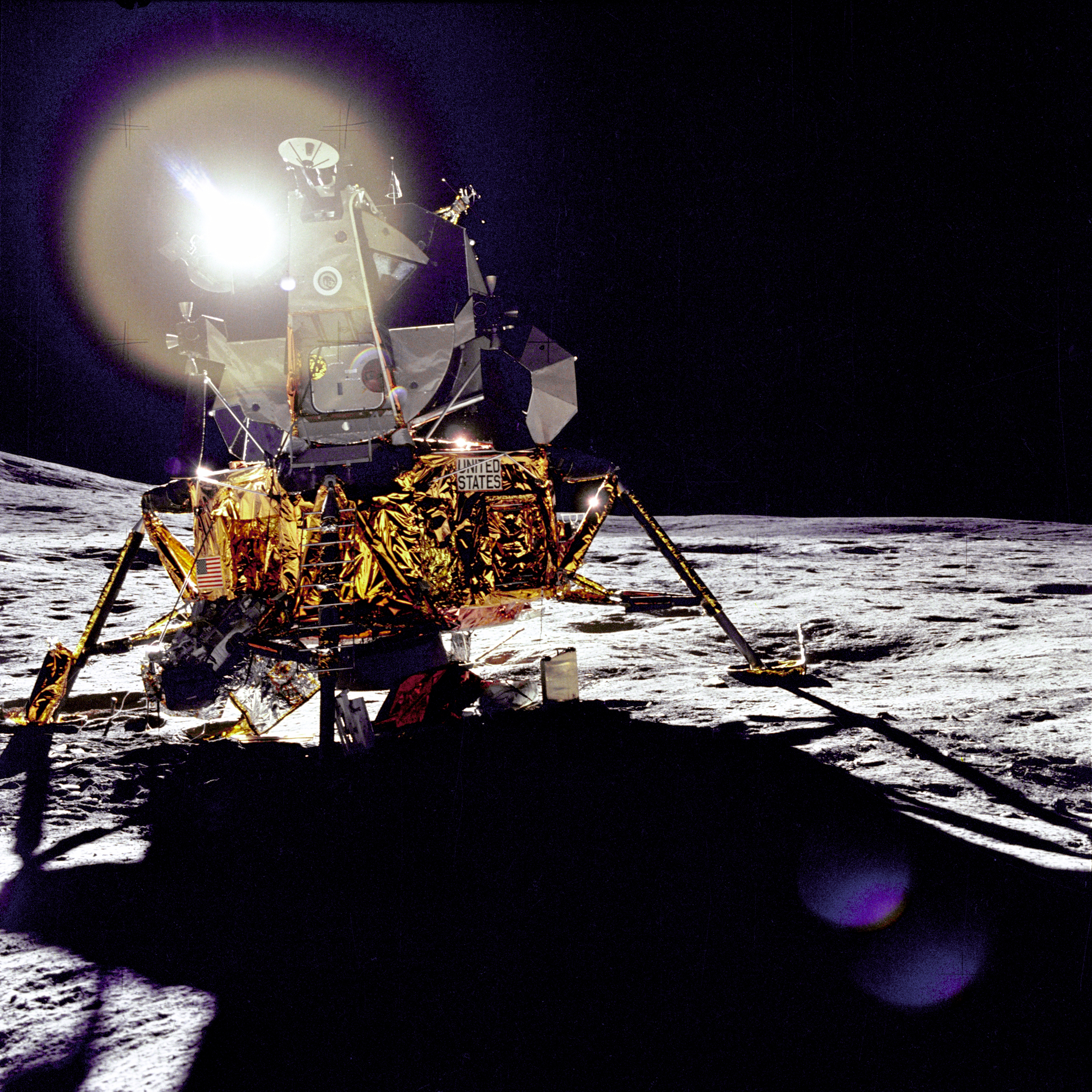
Maanlander Antares op de maan
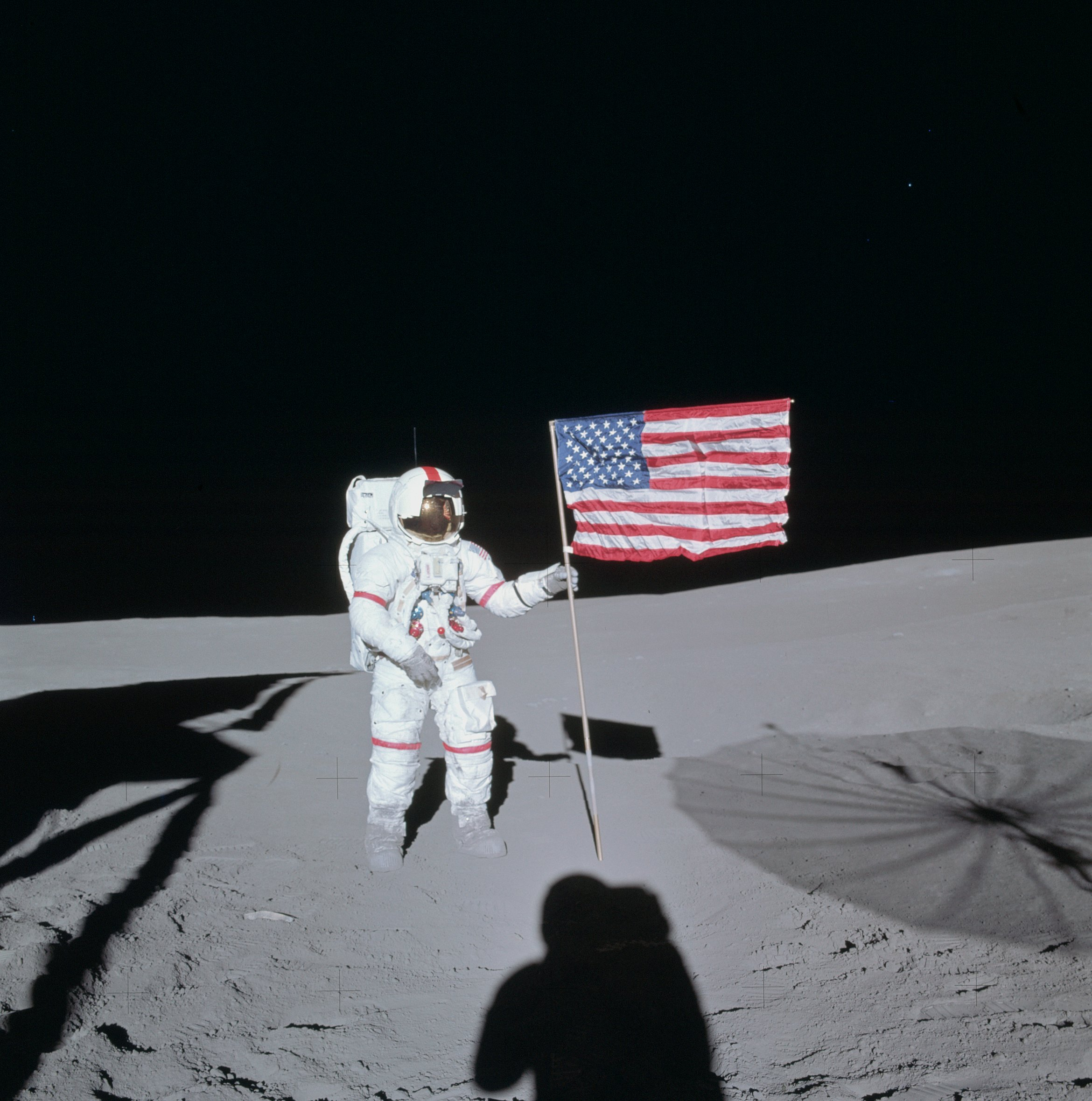
Alan Shepard met de Amerikaanse vlag op de maan
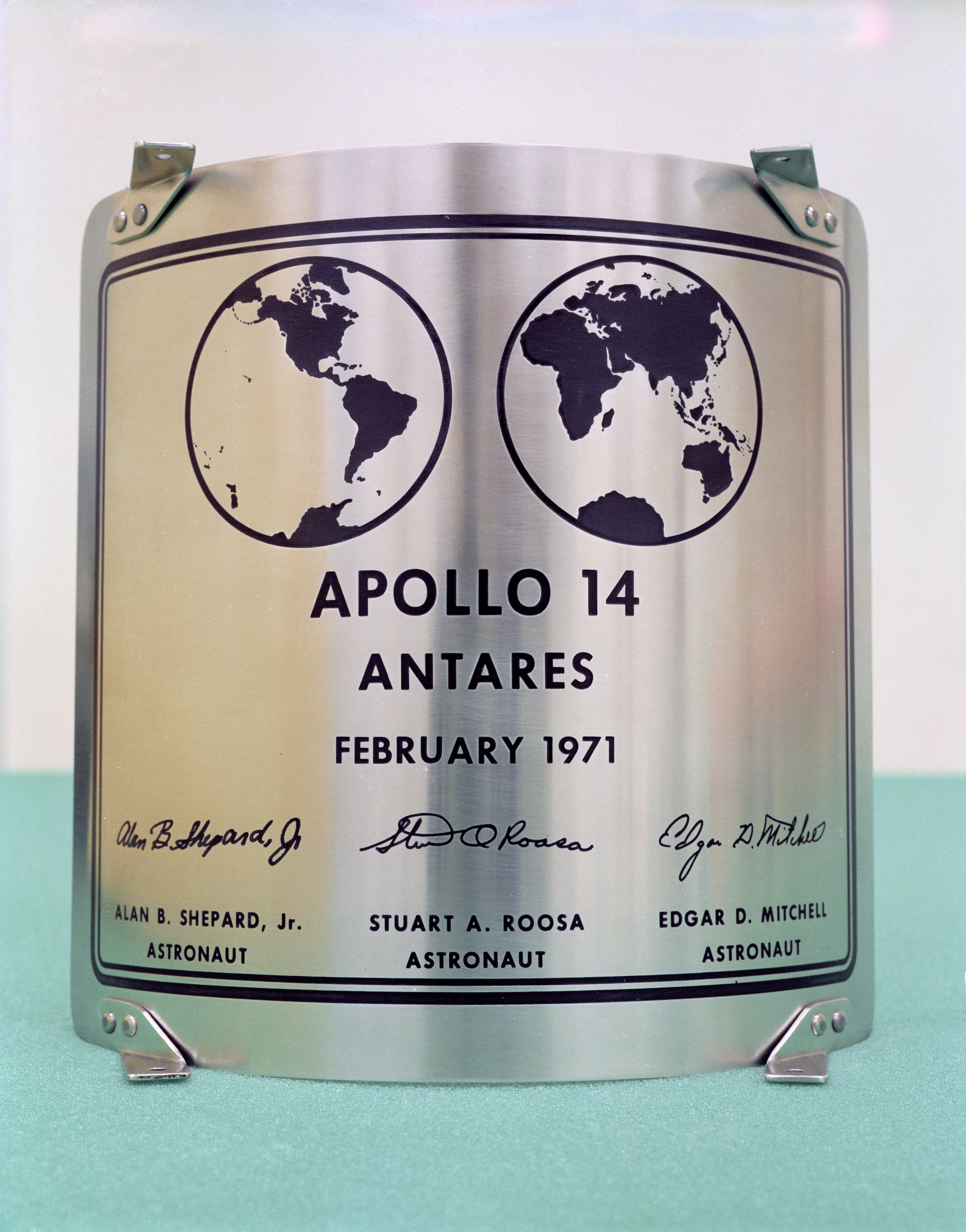
Gedenkteken op de trap van de LM
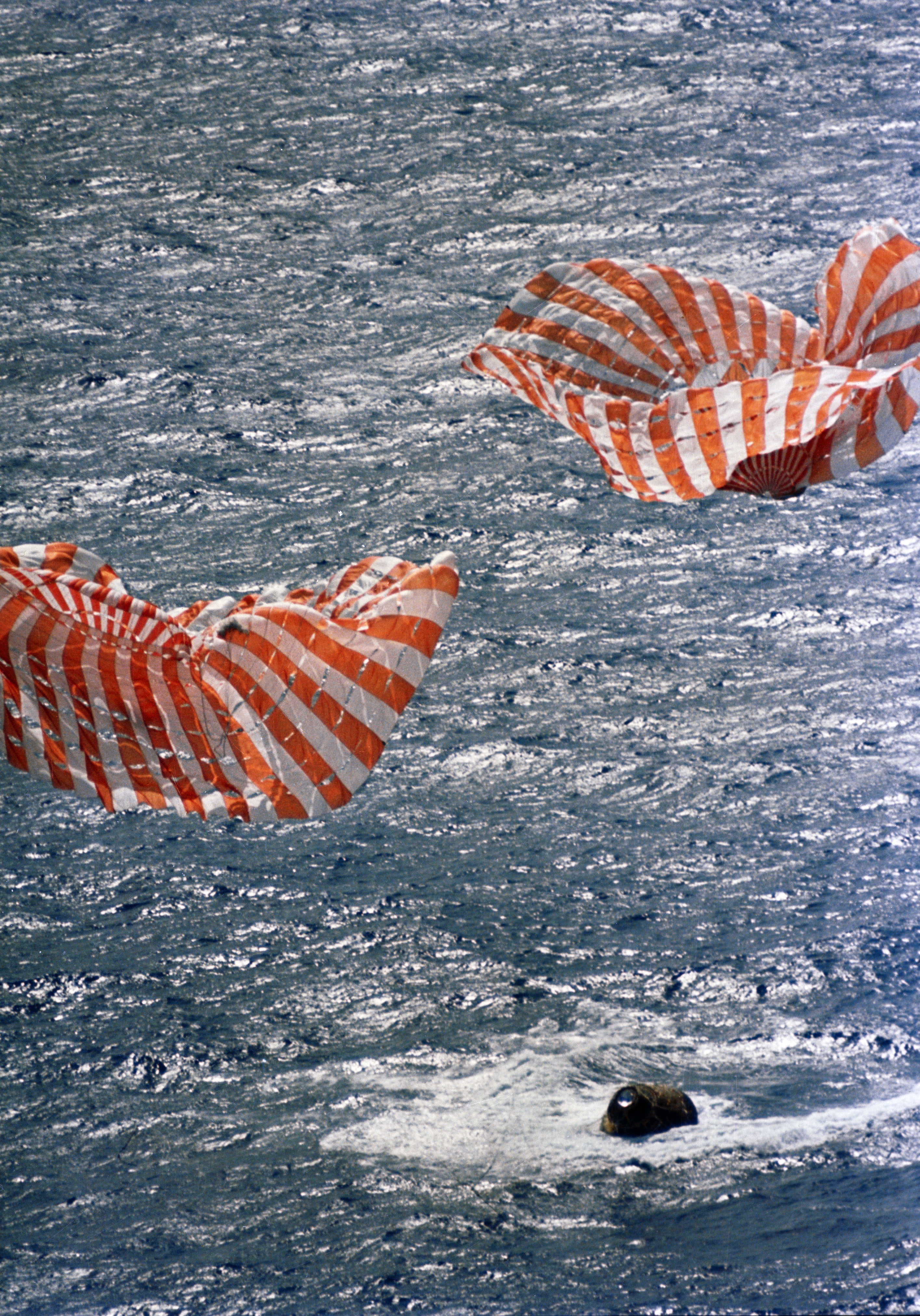
Landing in Stille Oceaan

## Varia
Het lied Vluchten kan niet meer van Annie M.G. Schmidt, gezongen door Jenny Arean en Frans Halsema, bevat de volgende zin: Zelfs de maan staat vol met kruiwagentjes. Een duidelijke verwijzing naar het kruiwagentje van Apollo 14 (de Modularized Equipment Transporter, MET), alsook naar de achtwielige maanrobot Lunokhod 1 en de maanjeep van Apollo 15 (de Lunar Roving Vehicle, LRV).
Apollo 1 · Apollo 4 · Apollo 5 · Apollo 6 · Apollo 7 · Apollo 8 · Apollo 9 · Apollo 10 · Apollo 11 · Apollo 12 · Apollo 13 · Apollo 14 · Apollo 15 · Apollo 16 · Apollo 17

Saturnus V · Maanwagen · Apollo CSM · Apollo LM